# 美国驻古巴大使馆
美国驻古巴大使馆（英語：Embassy of the United States of America in Havana）是美国在古巴共和国设立的外交机构。两国政府于20世纪60年代到21世纪10年代初间并没有直接的双边外交关系。1961年1月3日，20世纪50年代的古巴革命过后，时任美国总统德怀特·艾森豪威尔切断两国关系。两国关系于2015年7月20日由古巴共产党第一书记劳尔·卡斯特罗和美国总统贝拉克·奥巴马宣布正常化。
使馆坐落于1977年至2015年间的美国驻哈瓦那利益代表处，代表处在瑞士大使馆的赞助下运作。2015年7月1日两国宣布复交后，大楼于2015年7月20日恢复美国驻古巴大使馆的作用。

## 历史

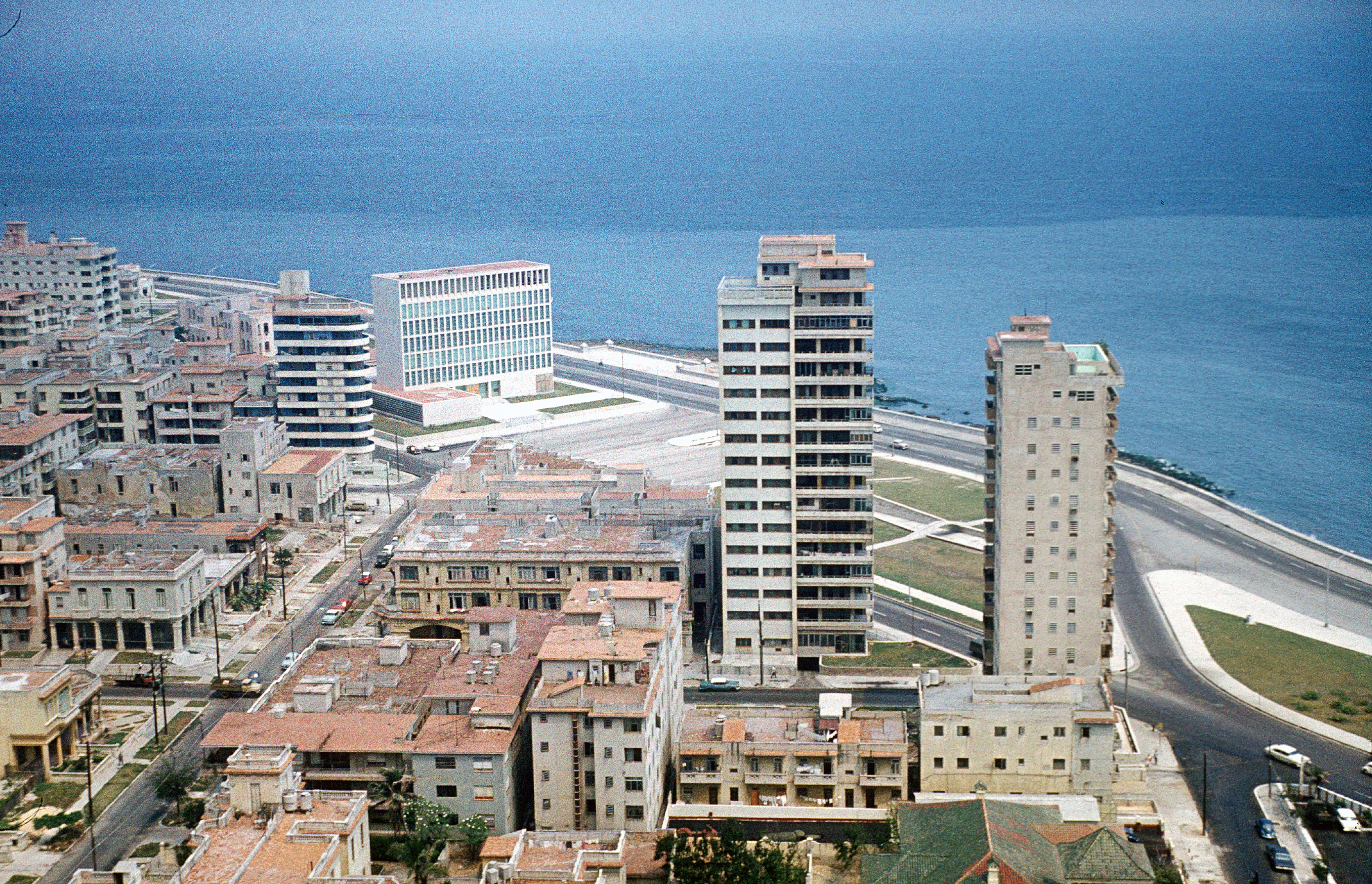
1973年一张图片的背景出现了前美国大使馆。

大使馆采用建筑公司Harrison & Abramovitz的粗野现代主义设计。大楼为六层混凝土玻璃建筑，于1953年竣工。使馆花园由加利福尼亚州景观设计师托马斯·多利弗·彻奇设计。使馆大楼直接位于哈瓦那湾和何塞·马蒂反帝国主义平台，靠近古巴外交部。
美国外交机构1961年關閉后，该建筑并未被美方人员使用，直至1977年9月1日利益代表处揭幕。1963年，古巴总理菲德尔·卡斯特罗下令没收该大楼，但古巴政府并未采取行动，声称大楼存在有财产权问题。
在大楼的利益代表处时期，美国由瑞士代表，瑞士保持了使馆大楼及其作用。1997年，大楼完成修缮工作。大楼升级为利益代表处，并于2015年7月20日回归其美国大使馆的原本角色。
2017年，因美国方面称患上哈瓦那综合症的人员增多，美国驻古巴大使馆缩减使馆办公人员，并暂停对群众开放，直至2022年5月才重新对古巴群众开放签证。此外美国亦在重新开放期间，对建筑外观进行修缮，并延长工程时间，预计至2024年3月或4月结束。

## 外部連結
- 美国驻古巴大使馆的Facebook專頁
- 美国驻古巴大使馆的X（前Twitter）